# Gammelå
Gammelå (tysk: Alte Au) er en dansk og tysk å i Sønderjylland og Slesvig-Holsten. Åen udgør en del af grænsen mellem Danmark og Tyskland.

## Geografi
Åen udspringer vest for Frøslev Plantage, og i begyndelsen kaldes den for Skelbæk. Helt fra udspringet udgør bækken/åen grænsen mellem de to lande i forløbet mod vest. Syd for Lille Jyndevad kommer bækken til at blive til åen Gammelå. Længere mod vest løber Gammelå i parallel med Sønderå, inden også disse to mødes vest for Lydersholm, stadig på grænsen mellem Danmark og Tyskland. Det videre forløb vestpå går under navnet Sønderå, indtil den løber sammen med Vidå lige øst for Rudbøl Sø.